# آرت. لبدیف استودیو
آرت. لبدیف استودیو (انگلیسی: Art. Lebedev Studio) شرکت طراحی صنعتی روس است، که در سال ۱۹۹۵ تأسیس شد.